# Haret Ortega
Oscar Haret Ortega Gatica (ur. 19 maja 2000 w Iguali) – meksykański piłkarz występujący na pozycji środkowego obrońcy, reprezentant Meksyku, od 2023 roku zawodnik Juárez.